# Bévercé
Bévercé (sporadisch ook gespeld als Bevercé; Waals: Bévurcé) is een dorp in de Belgische provincie Luik en een deelgemeente van de stad en faciliteitengemeente Malmedy. Het dorpje ligt bijna 2 kilometer ten noordoosten van het stadscentrum van Malmedy. 

## Geografie
Naast Bévercé zelf omvat de deelgemeente meer dan 15 kleinere dorpjes en gehuchten, waaronder de toeristische plaatsjes Mont en Xhoffraix. Op straat worden op de traditionele blauwe Belgische wegwijzers de weg naar deze gehuchten gezamenlijk aangegeven als Mont - Xhoffraix. In Bévercé ontspringt op 500 meter hoogte de Eau Rouge, een zijriviertje van de Amblève. Bévercé ligt aan de Warche, stroomopwaarts ten opzichte van Malmedey.

### Gehuchten
- Arimont
- Baugnez
- Bernister
- Boussire
- Burnenville
- Chôdes
- Floriheid
- G'doumont
- Gohimont
- Hédomont
- Longfaye
- Meiz
- Mont
- Préaiz
- Winbomont
- Xhoffraix

## Geschiedenis
Op de Ferrariskaart uit de jaren 1770 is de plaats weergegeven als het gehuchtje Beversé.
Het plaatsje was afhankelijk van Malmedy toen het gebied in de 19de eeuw tot de Pruisische Rijnprovincie behoorde. In 1887 werd de gemeente (Bürgermeisterei) Bévercé opgericht uit de verschillende landelijke dorpen en gehuchten van Malmedy. De gemeente bestond uit de drie secties (Landgemeinden) Burnenville, Géromont en Xhoffraix. Burnenville omvatte Bernister, Burnenville, Cligneval, Eau Rouge, Eremitage, Falize, Meiz, Otaimont, Wavreumont en Xhurdebise. Géromont omvatte Arimont, Ferme d'Arimont, Bagatelle, Baugnez, Difflot, Fanges de Baugnez, Bellevue, Boussire, Chôdes, Floriheid, G'doumont, Géromont, Gohimont, Édomont, Macampagne, Préaix en Vinbomot. Xhoffraix omvatte Bevercé, Ferme-Libert, Longfaye, Mont, Moulin de Longfaye, Moulin de Xhoffraix, Sur la Fange en Xhoffraix. Het grondgebied van de gemeente lag om het grondgebied van de stad Malmedy, dat zo een enclave vormde.
Na de Eerste Wereldoorlog werd het gebied als deel van de Oostkantons bij België gevoegd en Bévercé werd een Belgische gemeente. Tijdens de Tweede Wereldoorlog was de gemeente van 1940 tot 1944 bij het Duitse Rijk gevoegd.
Bij de gemeentelijke herindelingen werd in 1977 de gemeente Bévercé opgeheven en bij Malmedy gevoegd.

## Demografische ontwikkeling
- Bronnen:NIS, Opm:1930 tot en met 1970=volkstellingen, 1976 inwoneraantal op 31 december

## Bezienswaardigheden
- Kluizenarij van Sint-Antonius

## Geboren
- Bruno Albert (1941-2023), architect
- Hermann Huppen (1938), striptekenaar

Deelgemeenten: Bellevaux-Ligneuville · Bévercé · Malmedy

Overige kernen: Arimont · Baugnez · Bellevaux · Bernister · Boussire · Burnenville · Chevofosse · Chôdes · Cligneval · Difflot · Falize · Floriheid · G'doûmont · Géromont · Gohimont · Hédomont · Lamonriville · Lasnenville · Ligneuville · Longfaye · Macampagne · Mé · Meiz · Mont · Otaimont · Planche · Pont · Préaix · Reculémont · Ronxhy · Warche · Winbomont · Xhoffraix · Xhurdebise

Belgische gemeenten · arrondissement Verviers · provincie Luik · Wallonië